# PGC 23700
LEDA/PGC 23700, auch UGC 4414, ist eine Ringgalaxie vom Hubble-Typ (R')SB(s)0/a mit aktivem Galaxienkern im Sternbild Krebs auf der Ekliptik. Sie ist rund 333 Millionen Lichtjahre entfernt und hat einen Durchmesser von etwa 150.000 Lichtjahren. Vom Sonnensystem aus entfernt sich die Galaxie mit einer errechneten Radialgeschwindigkeit von näherungsweise 7.500 Kilometern pro Sekunde.
Die Typ-Ia Supernova SN 2005mc wurde hier beobachtet.
Im selben Himmelsareal befinden sich unter anderem die Galaxien NGC 2595, PGC 23661, PGC 23662, PGC 23699.